# Bovista plumbea
Bovista plumbea (Christian Hendrik Persoon, 1795) din încrengătura Basidiomycota în familia Agaricaceae și de genul Bovista, este o specie de ciuperci saprofită și, atât timp cât este tânără este comestibilă, denumită în popor între altele zburătoare cenușie, bășică cenușie sau pârhaiță. Bureții se dezvoltă în România, Basarabia și Bucovina de Nord răspândiți în locuri mai calde, pe sol nisipos, pe peluze, pajiști, pășuni uscate, terasamente, prin parcuri pe sol nisipos și numai rar în păduri. Apar din (iunie) iulie până în noiembrie.

## Descriere

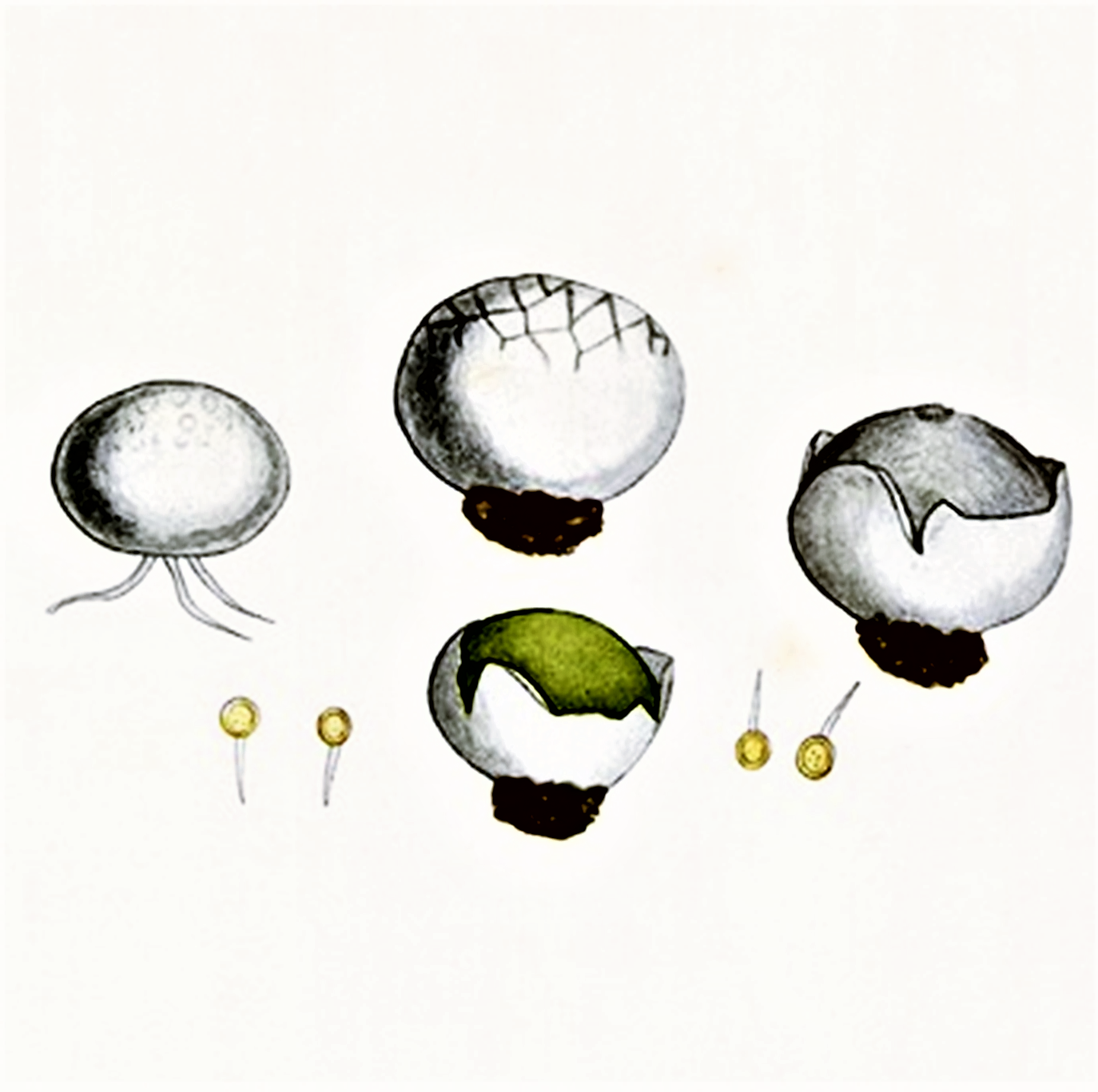
Bres.: Bovista plumbea

- Corpul fructifer: este destul de mic cu un diametru între 2 și 5 cm precum o înălțime maximă de 5 cm, având un aspect sferic până ovoidal. Prezintă mereu numai o singură peridie (înveliș al corpului de fructificație la unele ciuperci)[6] de două straturi, inițial netedă, mată, adesea brumată, albă și de decojit pe jumătate care devine,  începând cu maturitatea tare sfărâmicioasă (asemănător cojii de ou). Atunci se ivește stratul pergamentos de dedesubt de colorit cenușiu până plumburiu, mai târziu galben-maroniu. Gleba mai întâi albă, apoi galben-măslinie și brun-măslinie spre bază, se transformă la bătrânețe mereu în praf (= sporii maturi) care poate evada, după ce în partea centrală se deschide un orificiu (opercul). Astfel sporii pot fi răspândiți de vânt. Partea de sus și baza corpului fructifer sunt fertile.
- Piciorul: nu prezintă nici un fel de tijă.
- Carnea (gleba): este la exemplarele tinere fermă, compactă și albă. Gleba mai întâi pufoasă și la sfârșit pulverulentă se decolorează destul de timpuriu, începând în centru și devenind din ce în ce mai închisă. Mirosul este aproape imperceptibil, gustul exemplarelor tinere plăcut.
- Caracteristici microscopice: Sporii sunt aproape sferici, netezi și destul de mici, având o mărime de numai 5-5,5 x 4,5-5 microni, prezentând o codiță destul de lungă. Pulberea lor este brun-măslinie.[4][5]

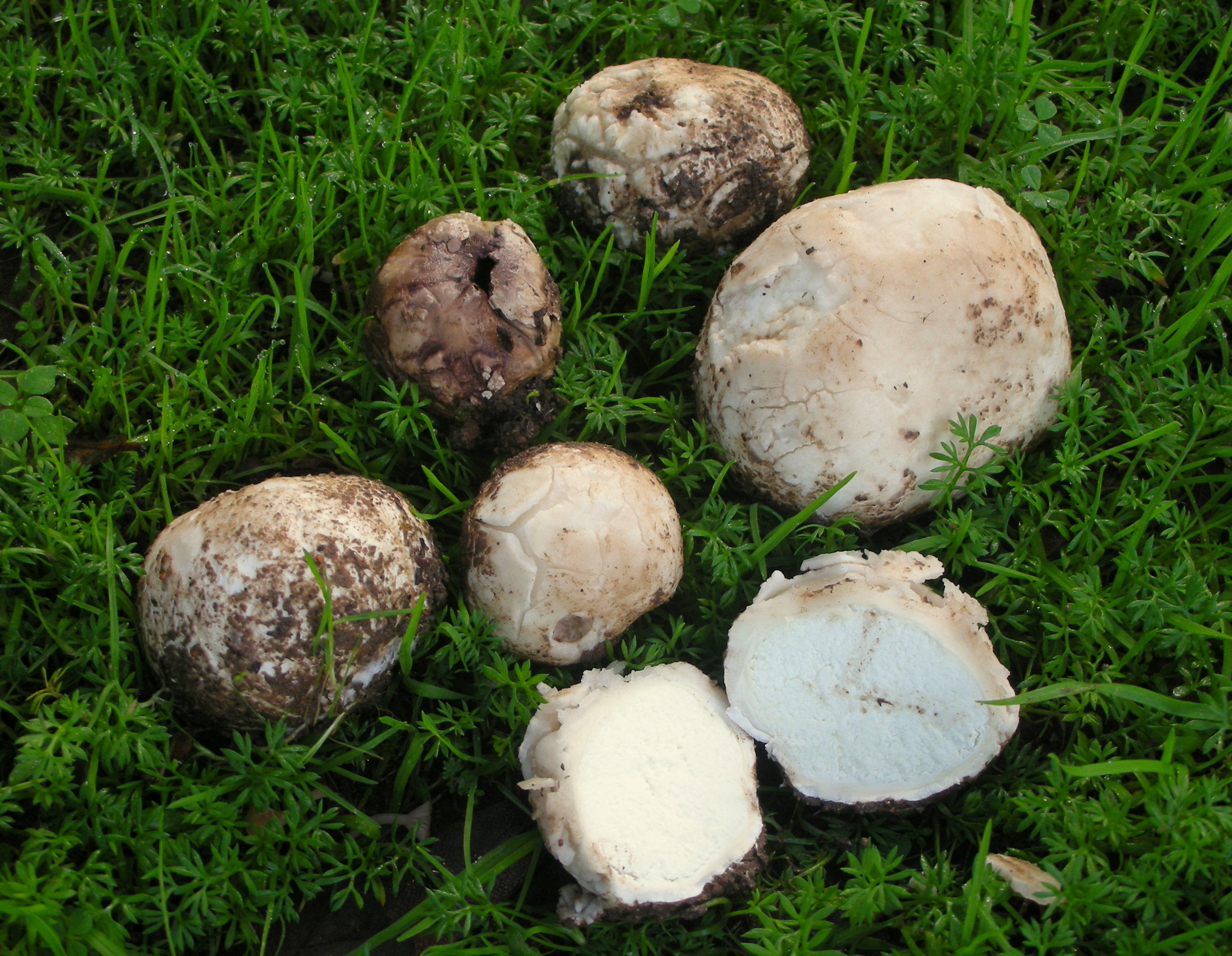
B. plumbea cu secțiune longitudinală
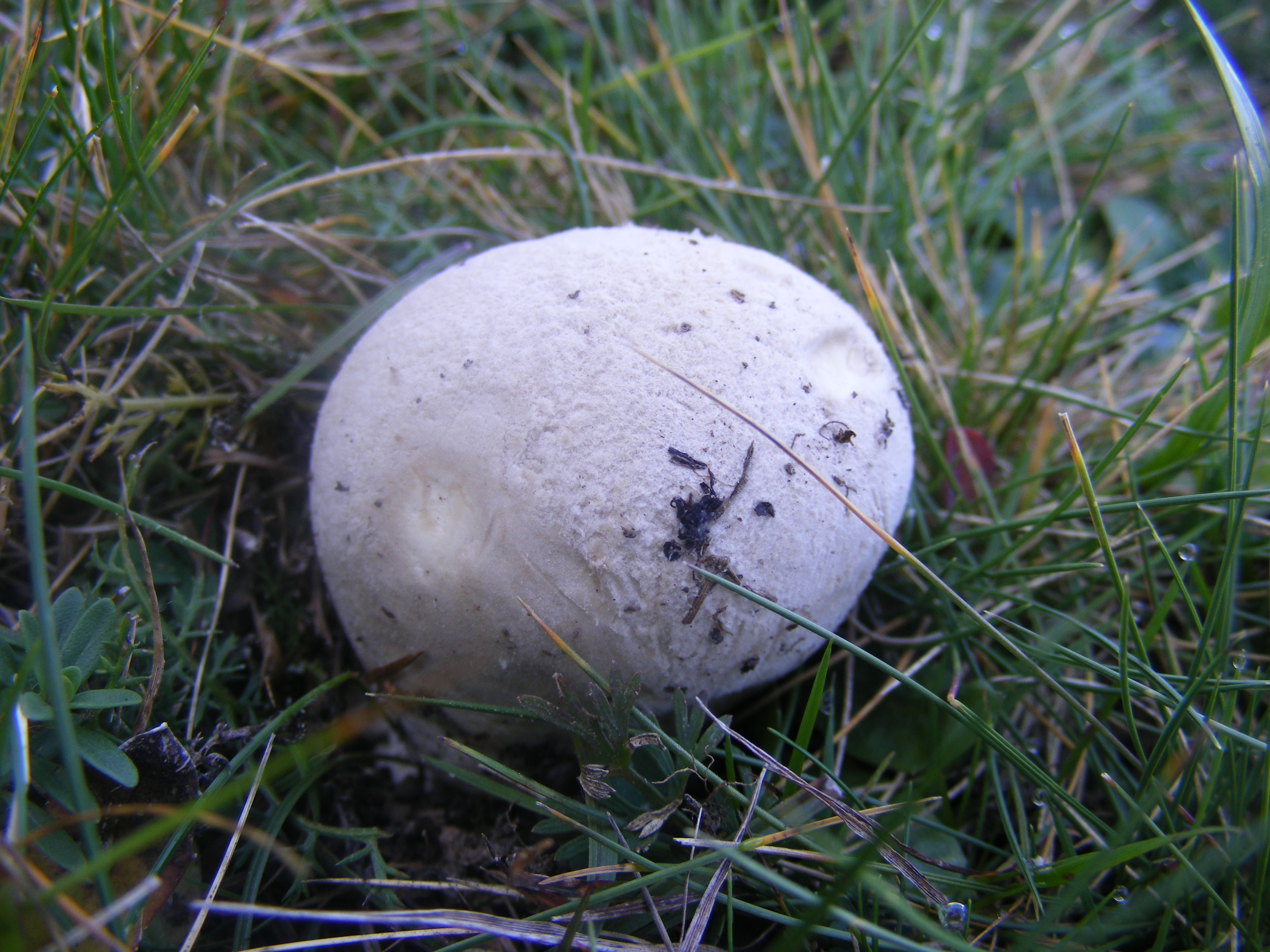
B. Plumbea tânără
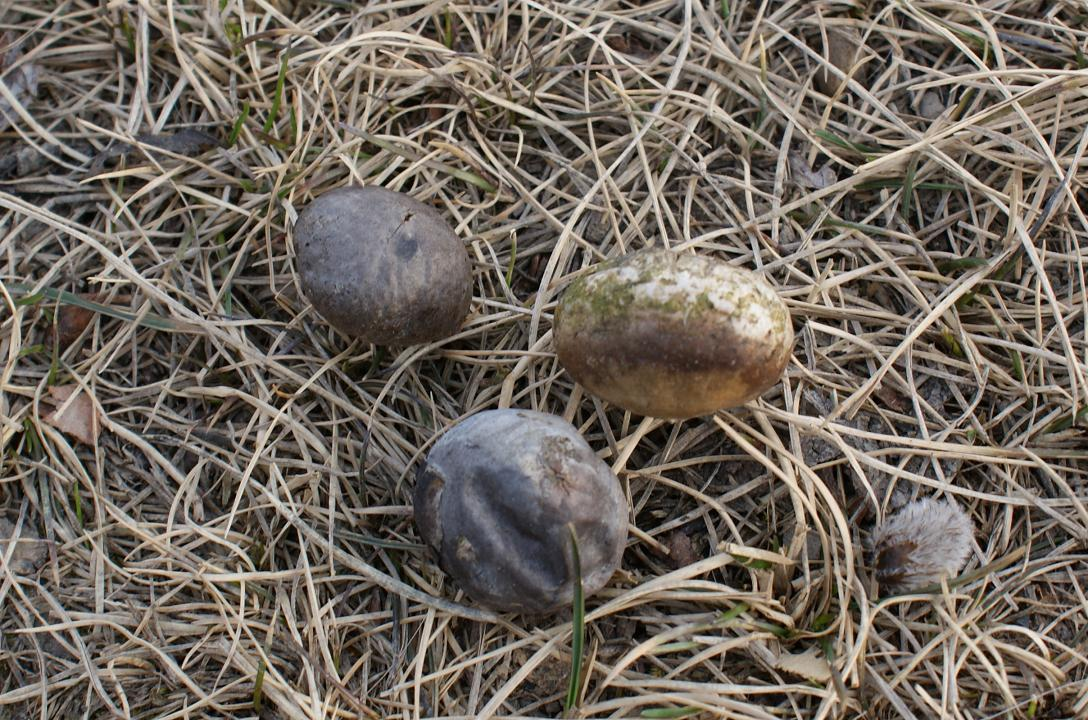
B. plumbea bătrâne

## Confuzii
Zburătoare cenușie poate fi confundată cu alte soiuri ale genului sau celor strâns înrudite, cu toate comestibile, cum sunt Bovista aestivalis sin. Lycoperdon ericetorum, Bovista limosa, Bovista pusilla, Lycoperdon candidum sin.  pedicellatum, Lycoperdon ericaeum, Lycoperdon excipuliforme, Lycoperdon molle, Lycoperdon pedicellatum, Lycoperdon perlatum, Lycoperdon pratense sin. 
Vascellum pratense, Lycoperdon pyriforme, Lycoperdon sin. Vascellum pratense, Lycoperdon utriforme, Lycoperdon umbrinum, sau Calvatia cretacaea. Chiar și o confuzie cu otrăvitoarele Scleroderma citrinum precum Scleroderma verrucosum este posibilă, dar atunci bășica cenușie ar fi deja într-un stadiu avansat al evoluției și astfel devenită necomestibilă.

## Specii asemănătoare în imagini

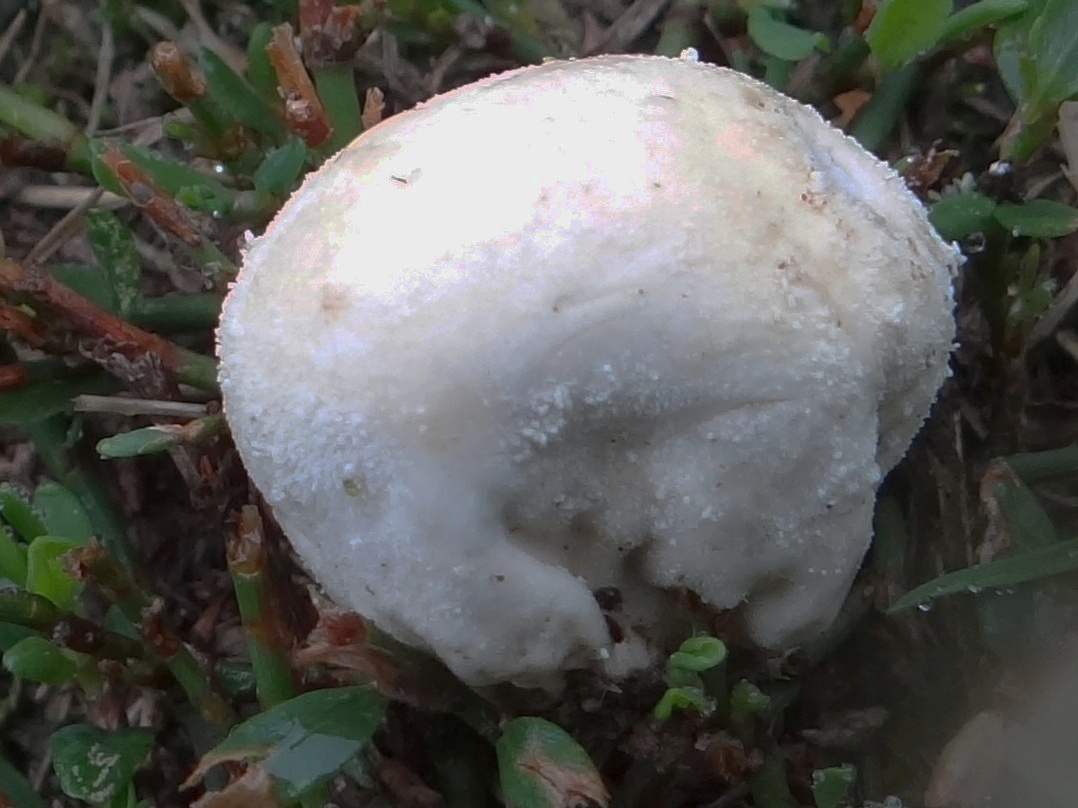
Bovista aestivalis
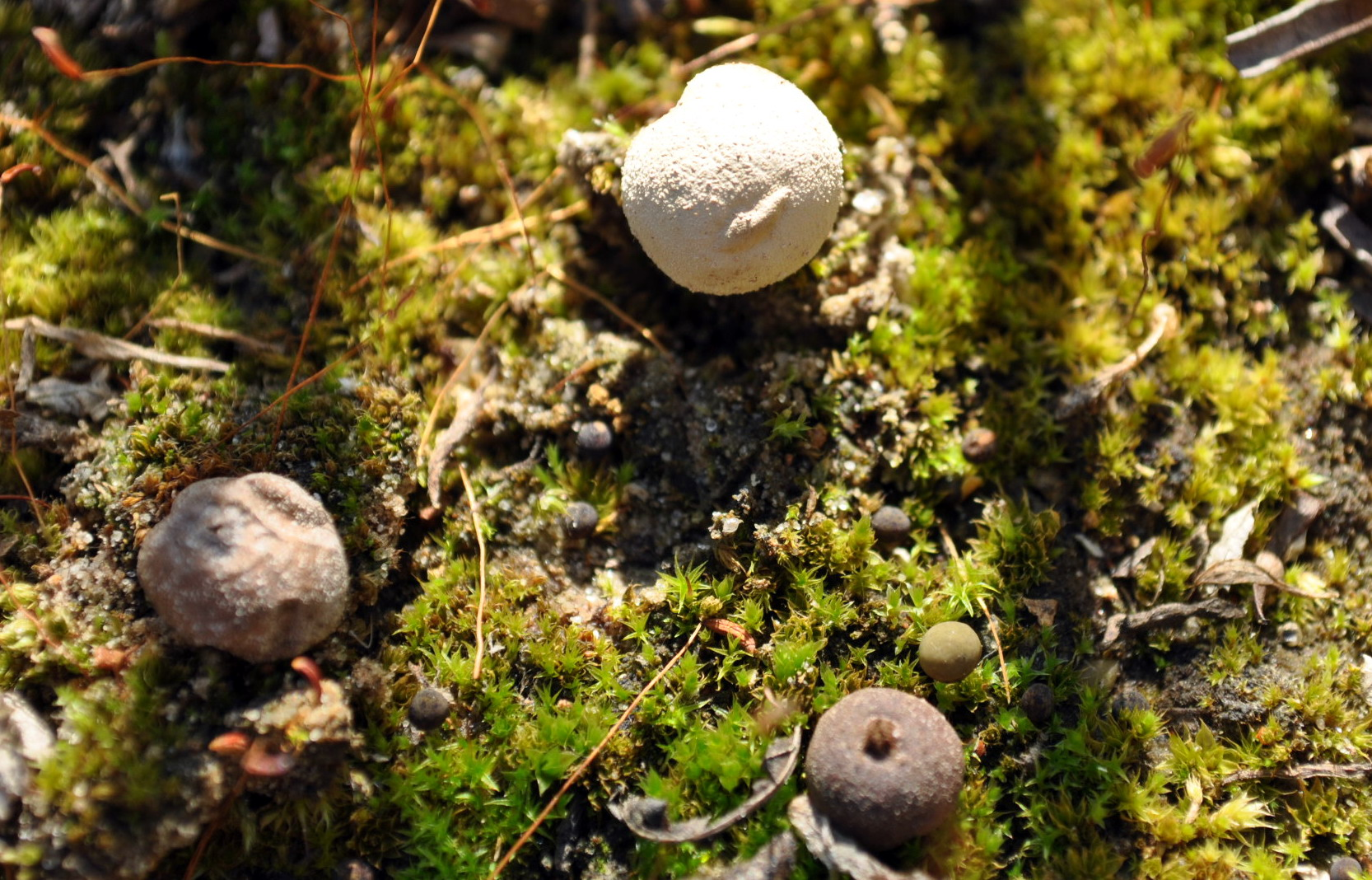
Bovista limosa
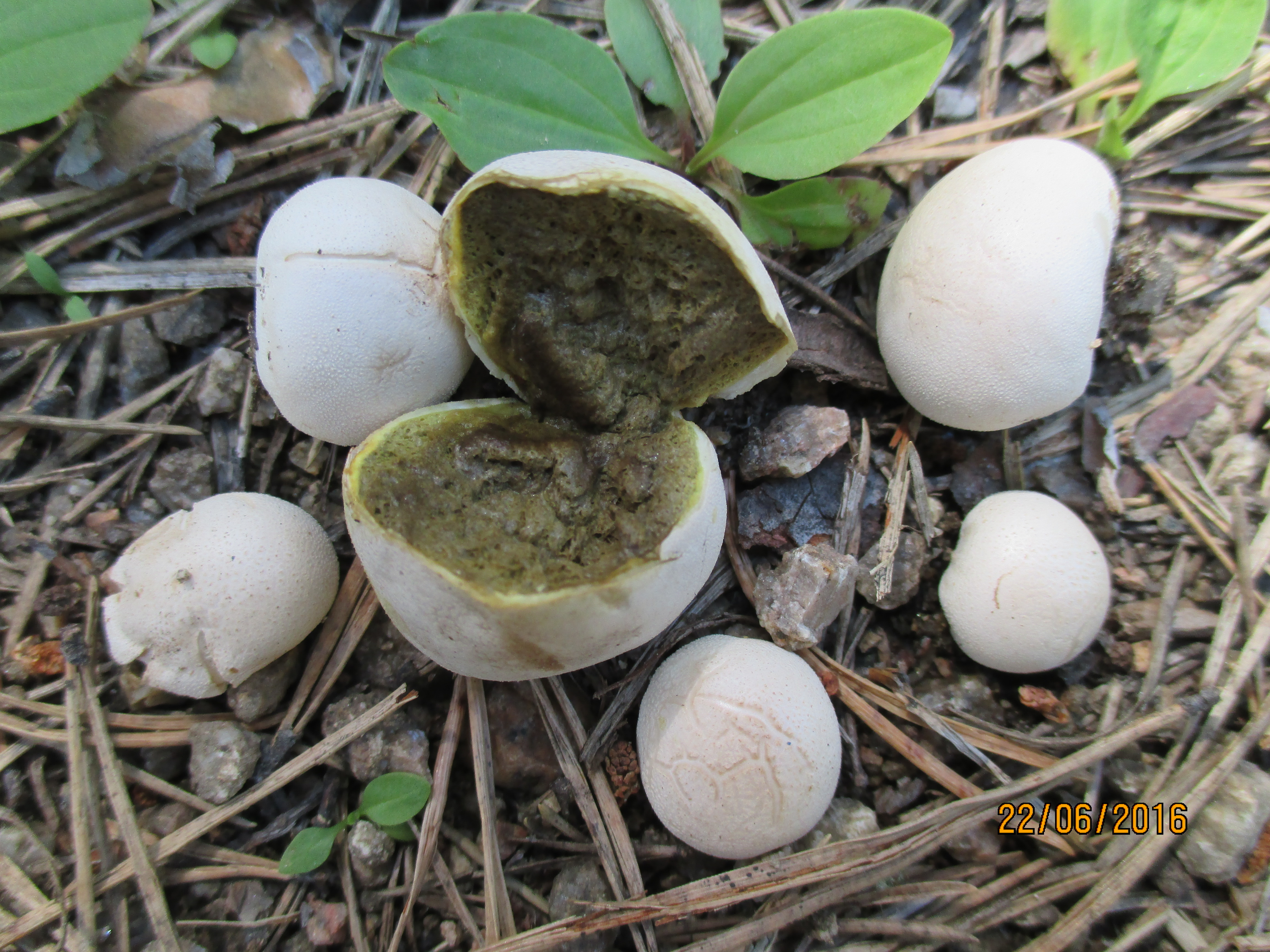
Bovista pusilla
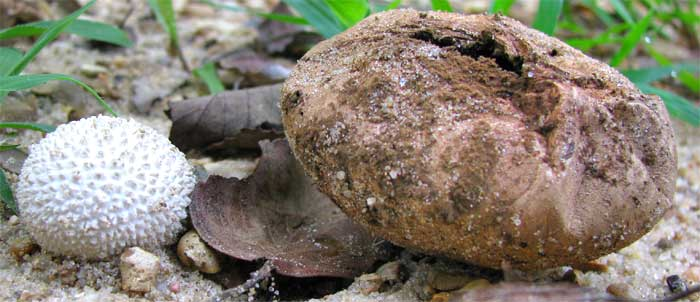
Lycoperdon candidum
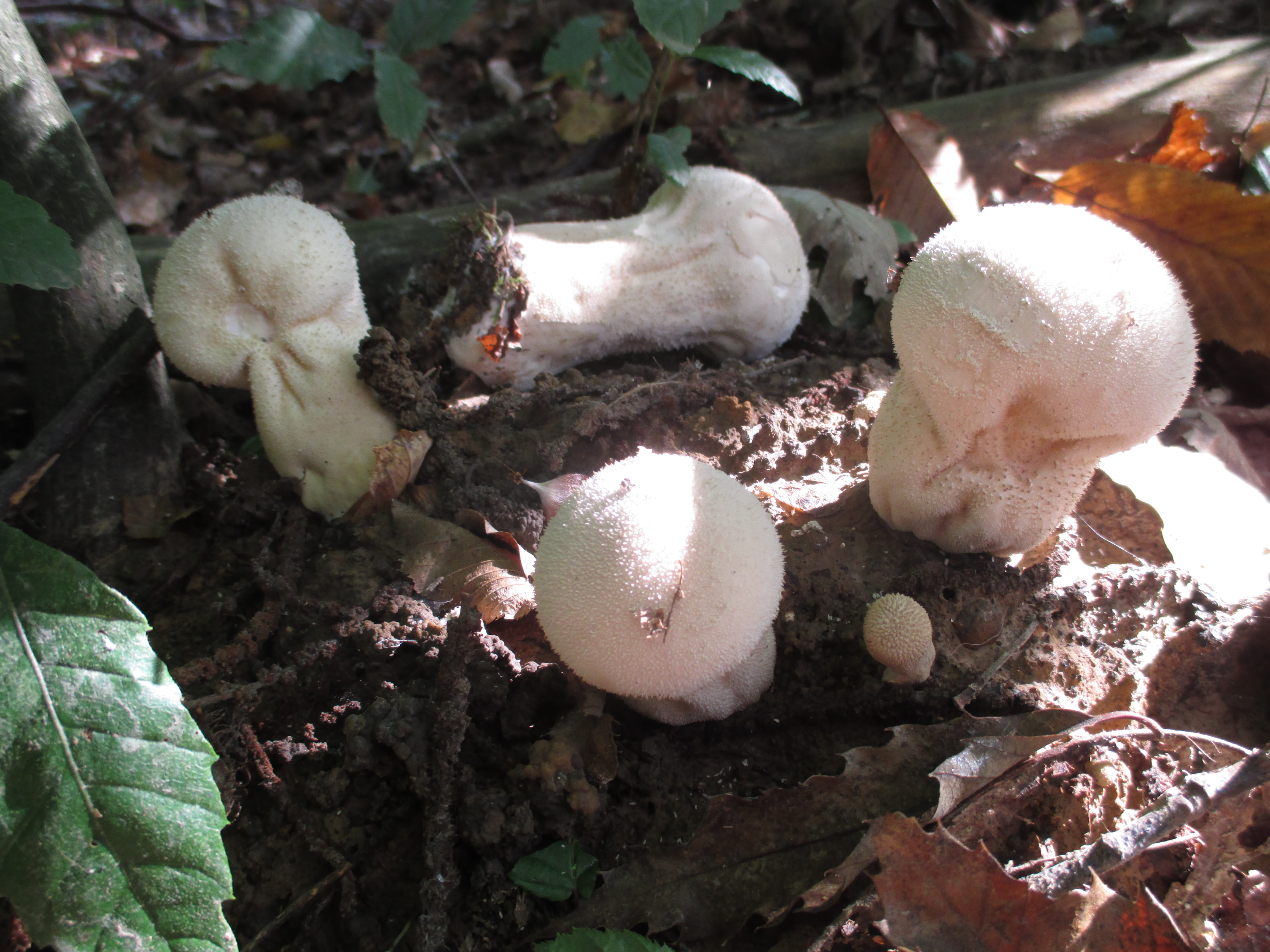
Lycoperdon excipuliforme

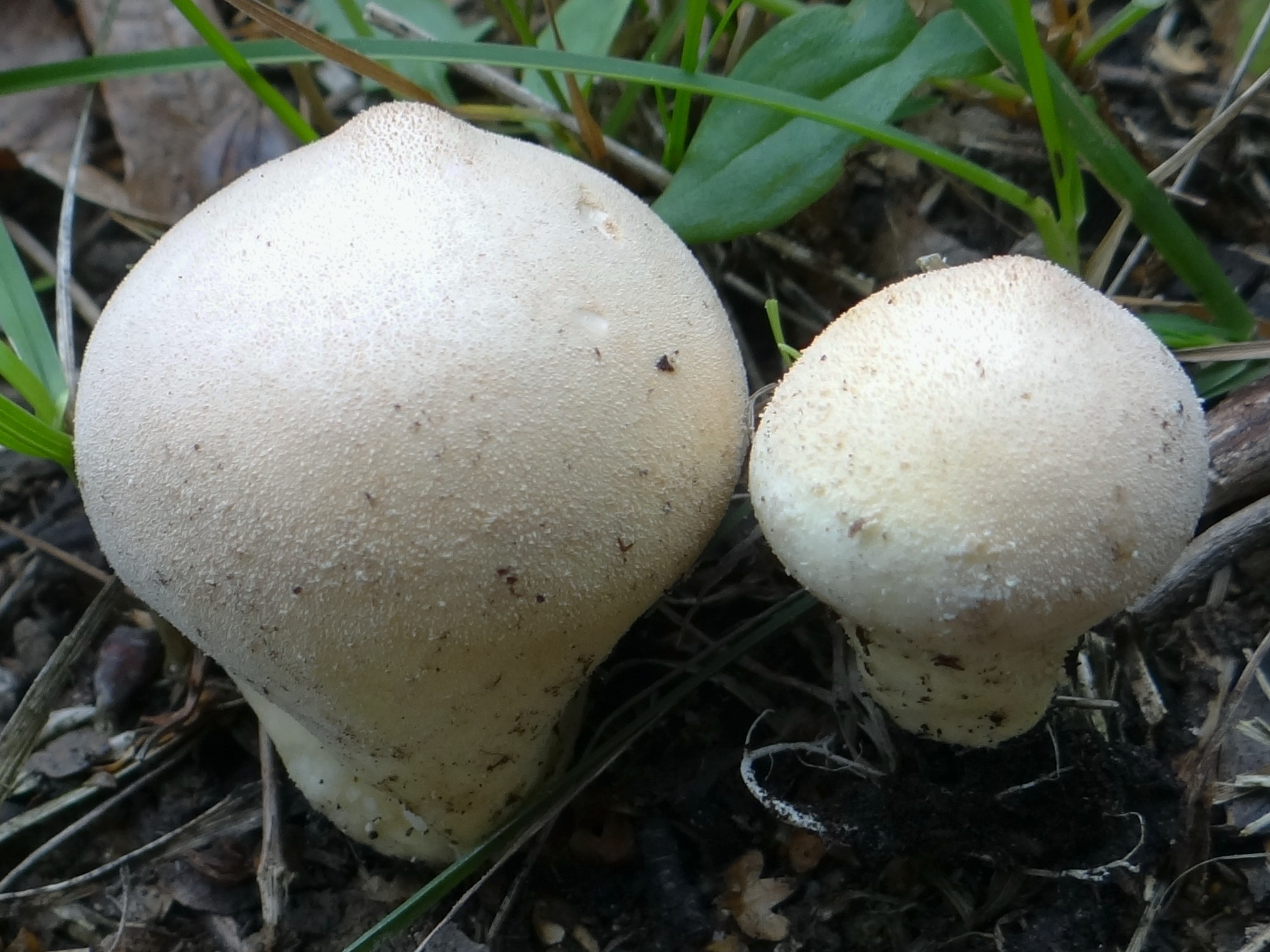
Lycoperdon molle
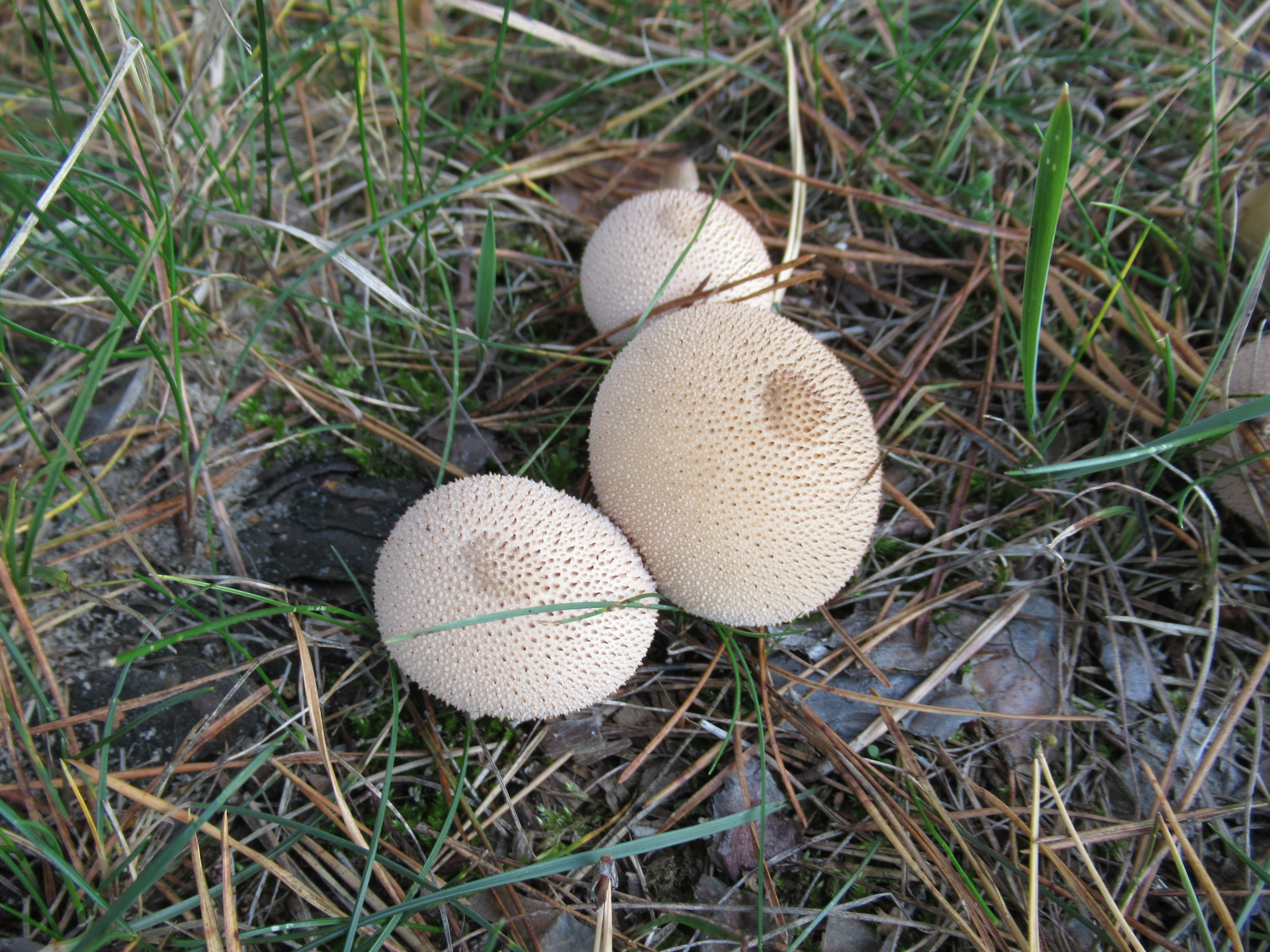
Lycoperdon perlatum
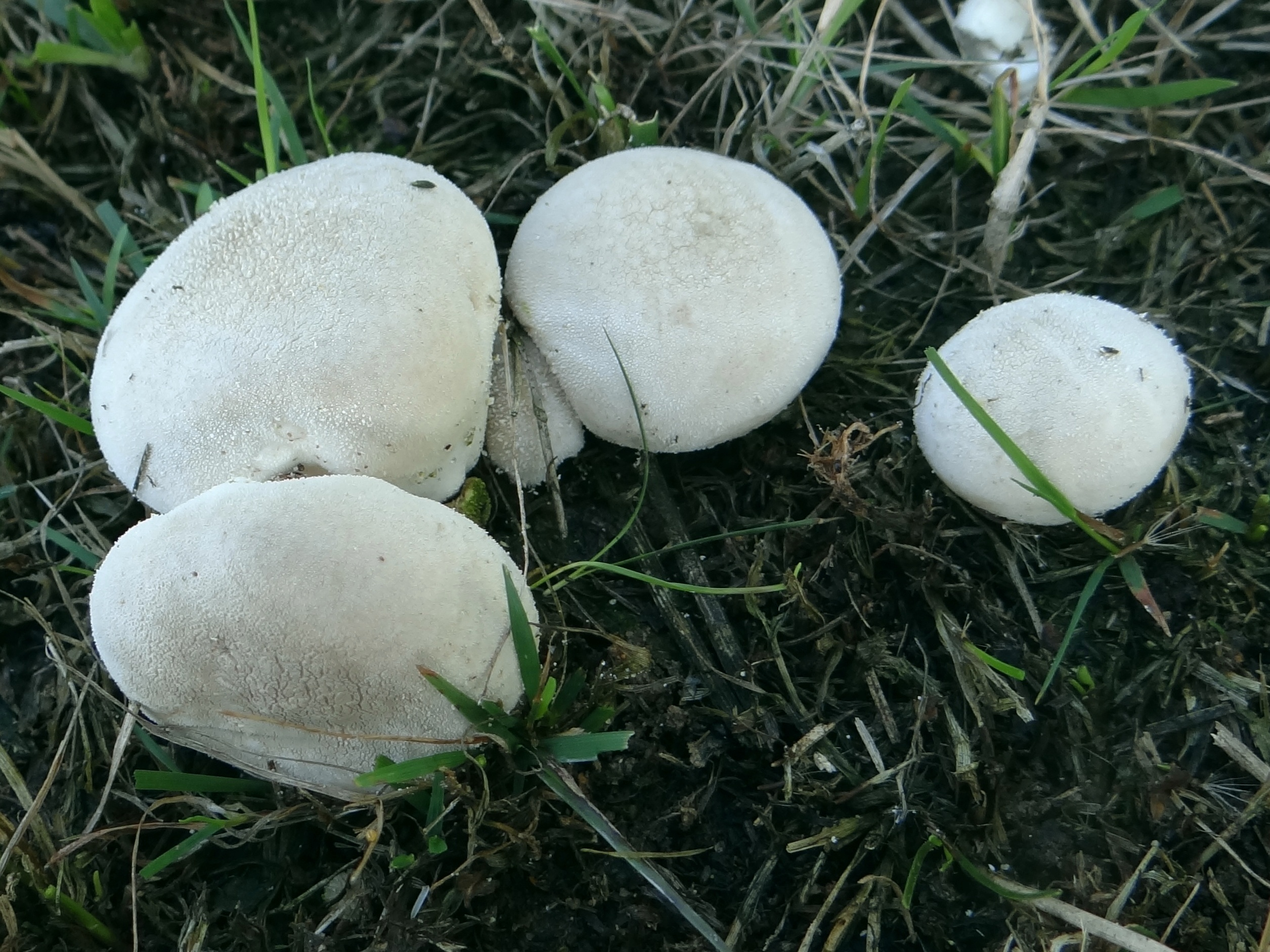
Lycoperdon pratense
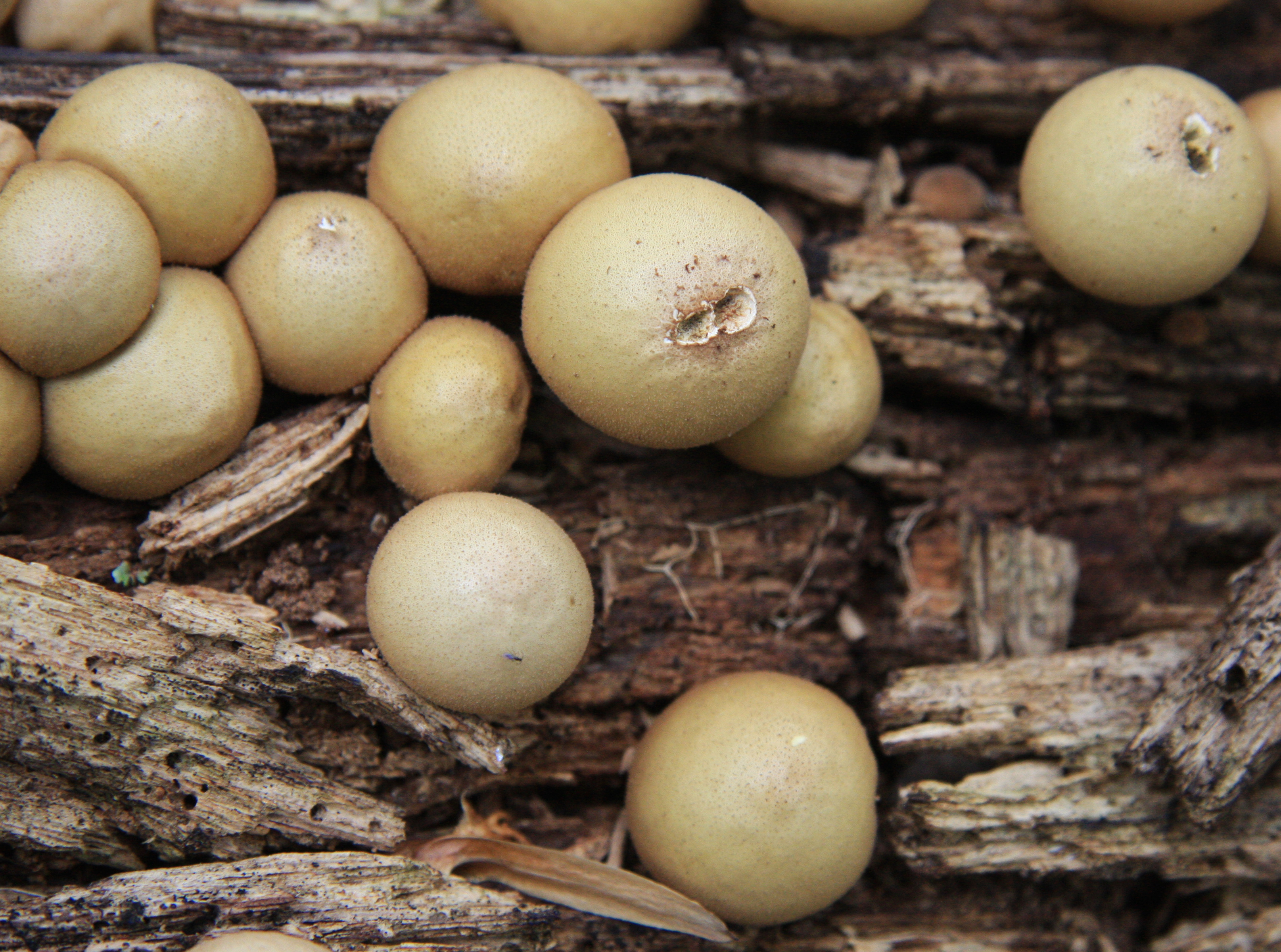
Lycoperdon pyriforme
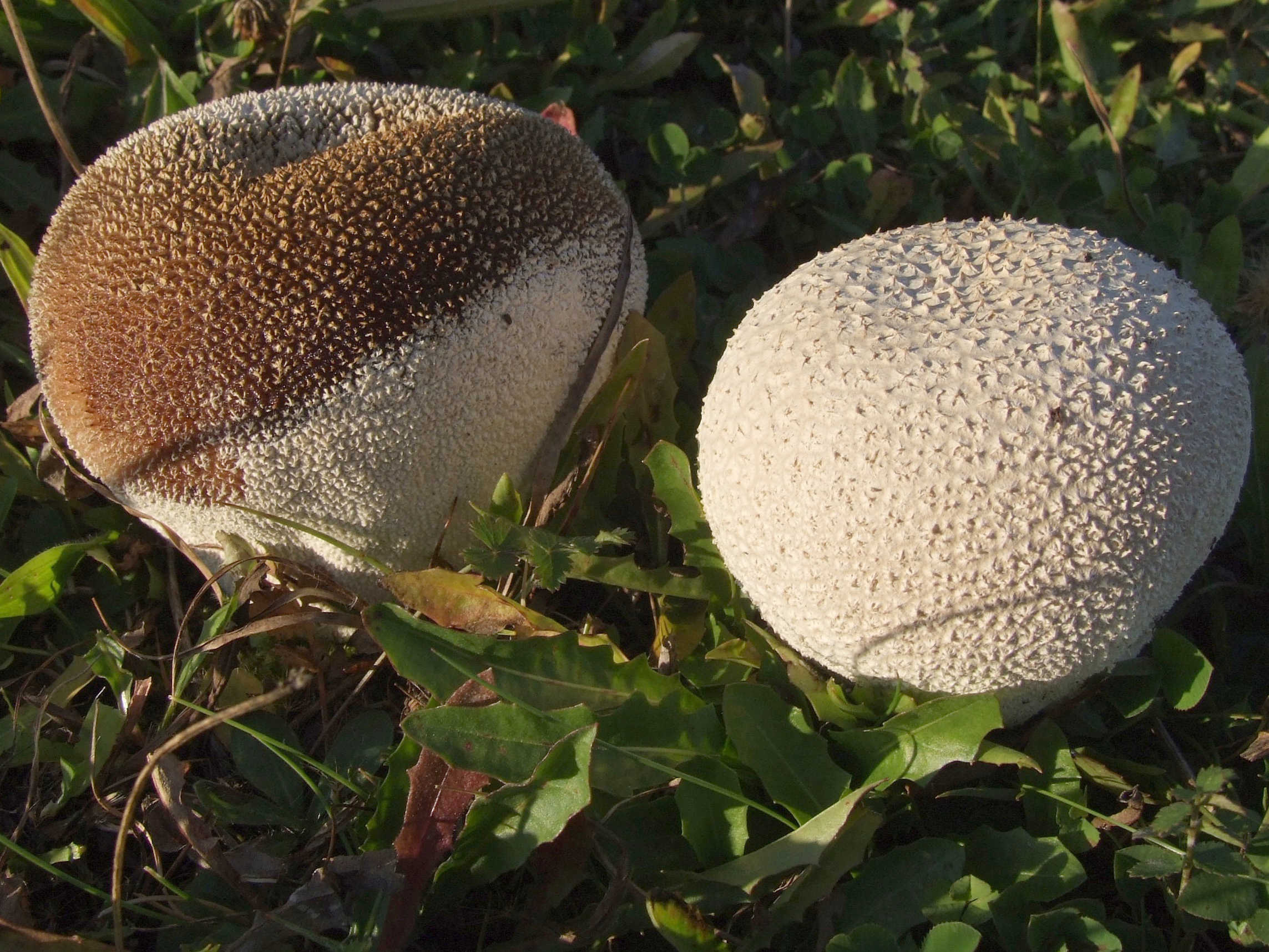
Lycoperdon perlatum

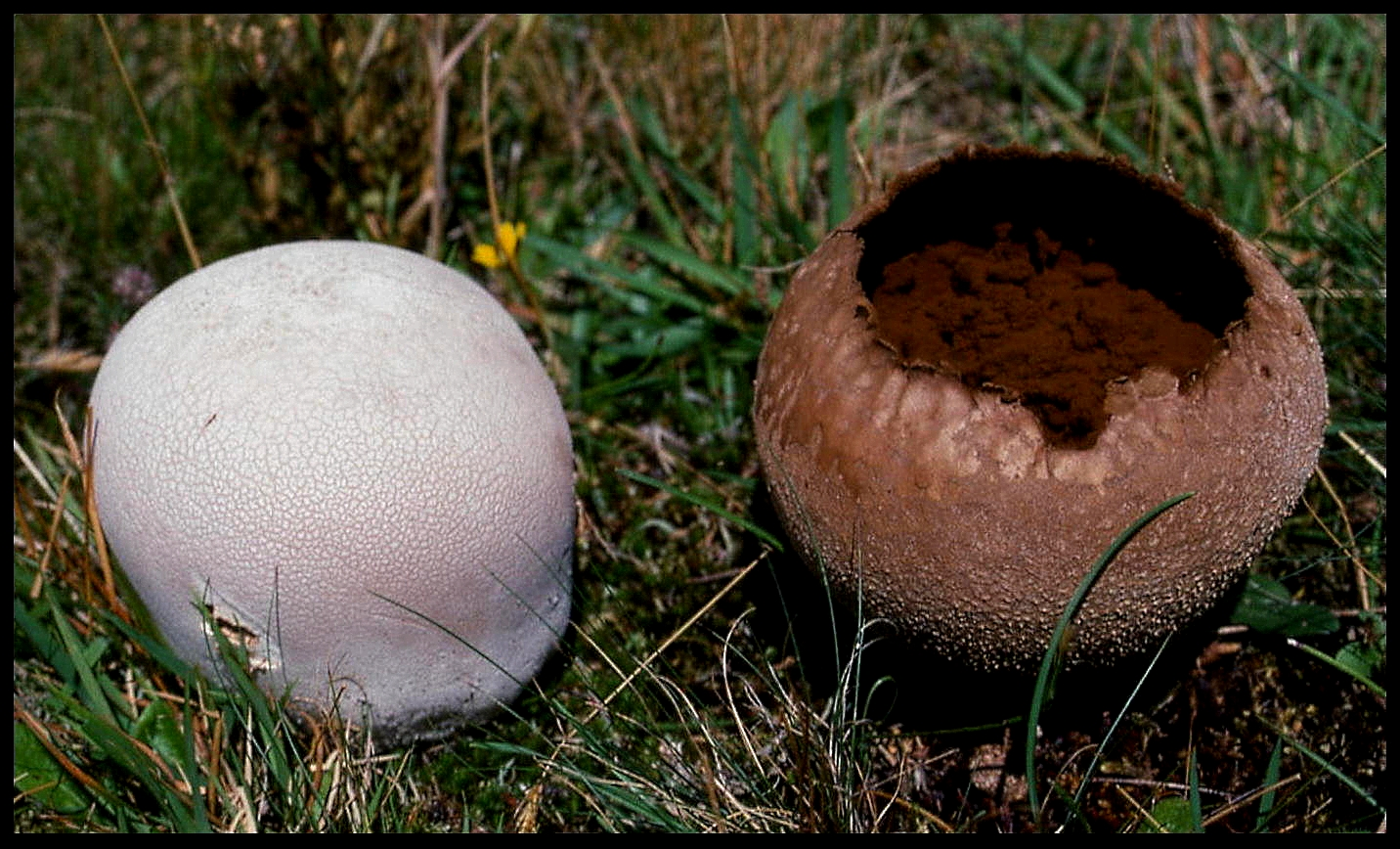
Lycoperdon utriforme
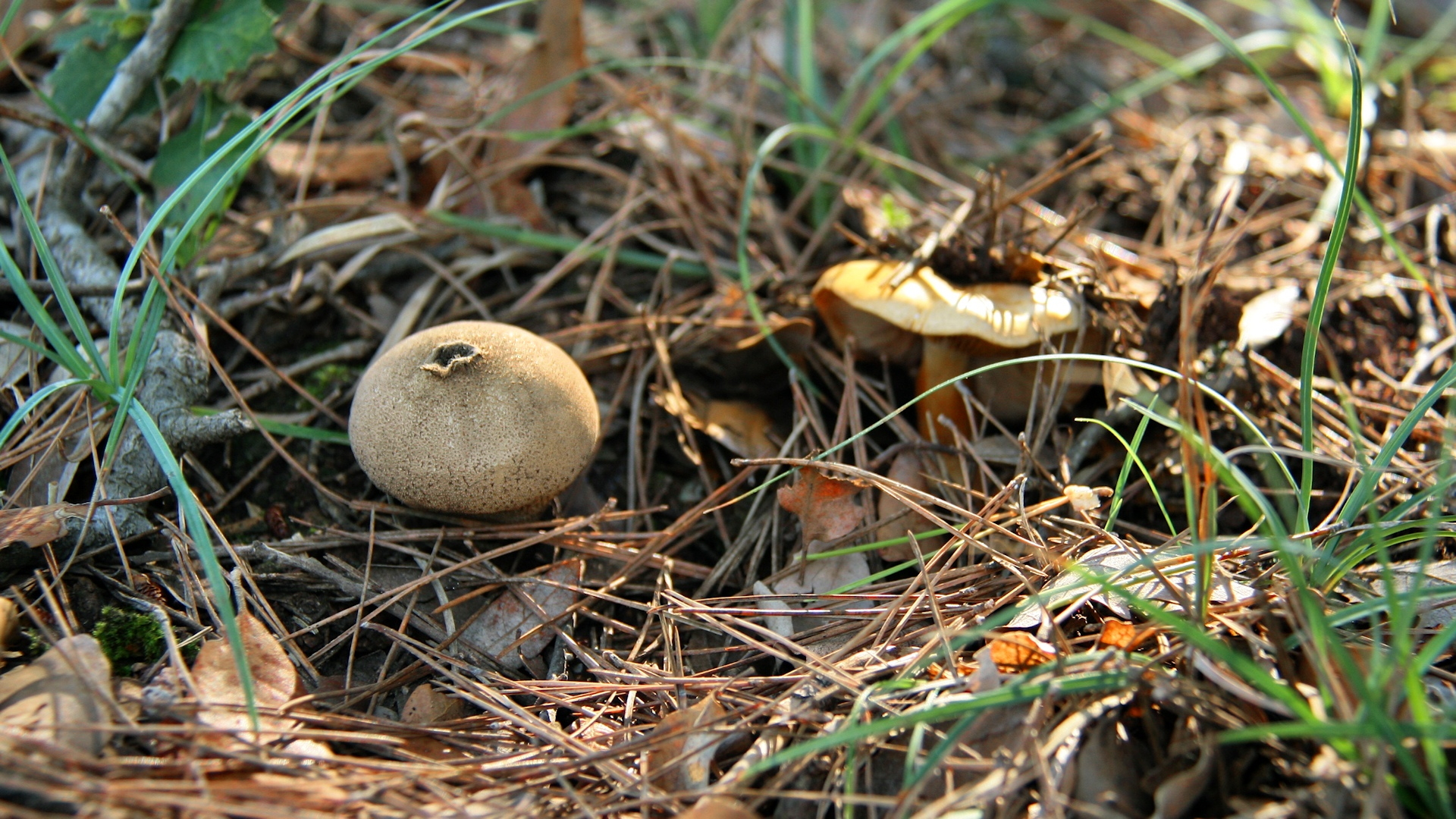
Lycoperdon umbrinum
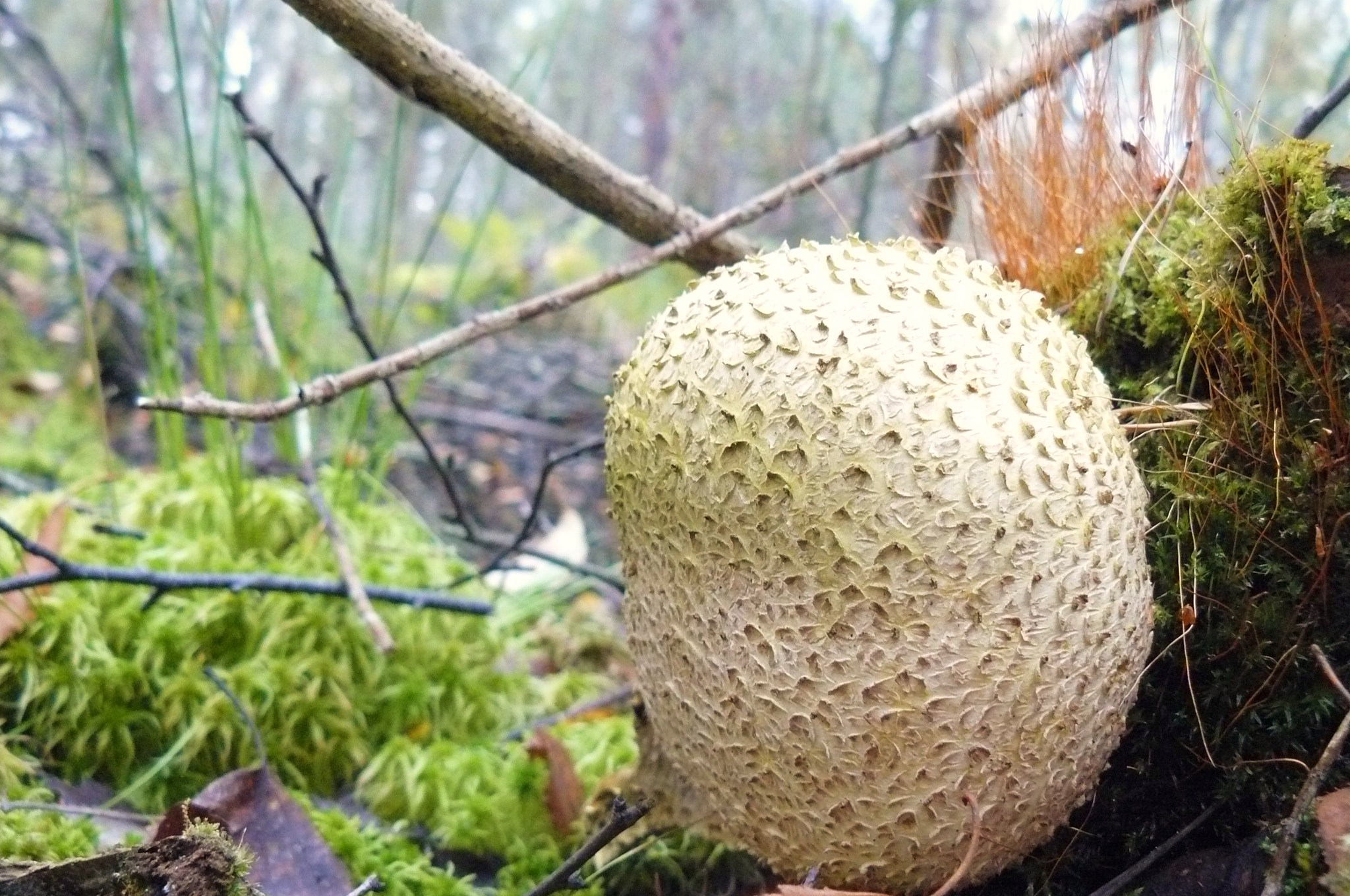
!!Scleroderma citrinum!!
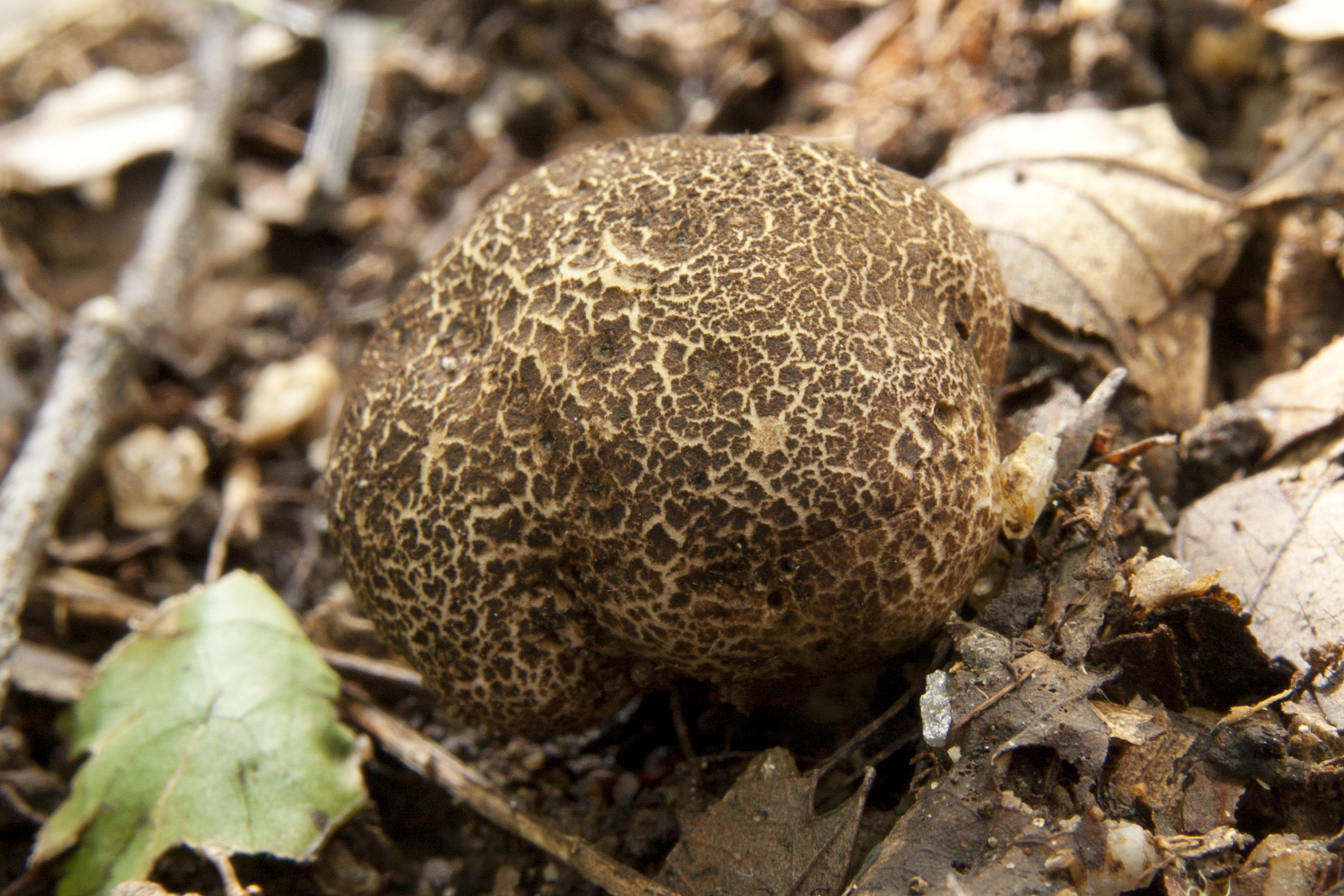
!!Scleroderma verrucosum!!

## Valorificare
Pârhaița este  comestibilă și destul de gustoasă cât culoarea glebei este complet albă, dar nu se potrivește cu fierberea ei, devenind vâscoasă. Înainte de preparare, la fel ca la cașul ciorii, cuticula trebuie să fie îndepărtată, deoarece are o textură tare, ca de piele. Această procedură este cam dificilă din cauza dimensiunii mici ale soiului. Mai departe, ciuperca nu se spală niciodată, deoarece interiorul ei se comportă ca un burete, va absorbii apa, astfel compromițând prelucrarea ulterioară a ciupercii.

## Bibiliografie
- Marcel Bon: „Pareys Buch der Pilze”, Editura Kosmos, Halberstadt 2012, ISBN 978-3-440-13447-4
- Bruno Cetto, vol. 1-7 (vezi note)
- Rose Marie Dähncke: „1200 Pilze in Farbfotos”, Editura AT Verlag, Aarau 2004, ISBN 3-8289-1619-8
- Ewald Gerhard: „Der große BLV Pilzführer“ (cu 1200 de specii descrise și 1000 fotografii), Editura BLV Buchverlag GmbH & Co. KG, ediția a 9-a, München 2018, ISBN 978-3-8354-1839-4
- Jean-Louis Lamaison & Jean-Marie Polese: „Der große Pilzatlas“, Editura Tandem Verlag GmbH, Potsdam 2012, ISBN 978-3-8427-0483-1
- J. E. și M. Lange: „BLV Bestimmungsbuch - Pilze”, Editura BLV Verlagsgesellschaft, München, Berna Viena 1977, p. 116, ISBN 3-405-11568-2
- Hans E. Laux: „Der große Pilzführer, Editura Kosmos, Halberstadt 2001, ISBN 978-3-440-14530-2
- Gustav Lindau, Eberhard Ulbrich: „Die höheren Pilze, Basidiomycetes, mit Ausschluss der Brand- und Rostpilze”, Editura  J. Springer, Berlin 1928
- Till E. Lohmeyer & Ute Künkele: „Pilze – bestimmen und sammeln”, Editura Parragon Books Ltd., Bath 2014, ISBN 978-1-4454-8404-4
- Meinhard Michael Moser: „Röhrlinge und Blätterpilze - Kleine Kryptogamenflora Mitteleuropas”, ediția a 5-ea, vol. 2, Editura Gustav Fischer, Stuttgart 1983